# Pinang Sebatang (Tualang)
Pinang Sebatang is een bestuurslaag in het regentschap Siak van de provincie Riau, Indonesië. Pinang Sebatang telt 3680 inwoners (volkstelling 2010).